# Rosenrot
Rosenrot je páté album německé skupiny Rammstein, bylo vydáno 28. října 2005. Obsahuje některé skladby, které se nevešly do alba Reise, Reise.

## Seznam skladeb
| Pořadí | Název                                                                | Délka |
| ------ | -------------------------------------------------------------------- | ----- |
| 1.     | Benzin                                                               | 3:46  |
| 2.     | Mann gegen Mann                                                      | 3:51  |
| 3.     | Rosenrot                                                             | 3:55  |
| 4.     | Spring                                                               | 5:25  |
| 5.     | Wo bist du?                                                          | 3:56  |
| 6.     | Stirb nicht vor mir (Don't Die Before I Do) (feat. Sharleen Spiteri) | 4:06  |
| 7.     | Zerstören                                                            | 5:29  |
| 8.     | Hilf mir                                                             | 4:44  |
| 9.     | Te quiero puta!                                                      | 3:56  |
| 10.    | Feuer und Wasser                                                     | 5:18  |
| 11.    | Ein Lied                                                             | 3:44  |

## Singly
Vyšly i jako videoklipy
- Benzin
- Rosenrot
- Mann gegen Mann

## Sestava
Rammstein
- Till Lindemann – zpěv
- Richard Z. Kruspe – kytara, doprovodné vokály
- Paul Landers – kytara, doprovodné vokály
- Oliver Riedel – baskytara
- Christoph Schneider – bicí
- Christian Lorenz – klávesy

Hosté
- Sharleen Spiteri – zpěv (stopa 6)
- Bobo – doprovodné vokály (stopa 6)
- Christo Hermanndos – trubka (stopa 9)
- Carmen Zapata – zpěv (stopa 9)
- Olsen Involtini – strunná aranžmá (stopa 8)
- Sven Helbig – aranžmá trumpet (stopa 9)
- Matthias Wilke – dirigent chorálů (stopy 1, 2 & 4)

Produkce
- Produkční Jacob Hellner